# Tustna
Tustna ist eine Insel in der norwegischen Kommune Aure im Fylke (Verwaltungsbezirk) Møre og Romsdal. Sie liegt etwa 12 Kilometer nordöstlich der Stadt Kristiansund.

## Geographie
Tustna liegt am westlichen Rand von Aure und wird im Norden vom Edøyfjord, im Westen vom Talgsjøen und im Süden vom Korsnesfjord umschlossen. Im Osten trennt der schmale, seichte Sålåsund die Insel von der Nachbarinsel Stabblandet. Auf der flachen, dem offenen Meer zugewandten Westseite der Insel sind eine Vielzahl von kleineren Inseln und Holme vorgelagert.
Der Ostteil der Insel wird durch steile Berge bestimmt, von denen die höchsten der Skarven mit 896 Metern Höhe und der Jørenvågsalen mit 857 Metern Höhe sind. Dagegen sind der Norden und das Zentrum flach und moorig. Der Süden und Westen sind flach und felsig und weitgehend von dichtem Kiefernwald bewachsen.
Die Bevölkerung der Insel lebt verstreut entlang der Küste, das Inselinnere ist unbewohnt. Größere Ortschaften sind das gegenüber von Kristiansund gelegene Tømmervåg, Leira im Norden und das ehemalige Gemeindezentrum Gullstein (auch gelegentlich Tustna genannt) im Osten.

## Geschichte

### Ehemalige Kommune Tustna
Von 1874 bis 2005 bildete die Insel gemeinsam mit der Nachbarinsel Stabblandet und den umliegenden kleinen Inseln die Kommune Tustna (ursprünglich Tustern herred). Das Verwaltungszentrum war Gullstein am nordwestlichen Rand der Insel. Ein ursprünglich ebenfalls zu Tustna gehörender Teil der Insel Ertvågsøy wurde bereits 1965 in Aune eingemeindet. Bei der Kommunenauflösung 2006 betrug die Einwohnerzahl 1.006 bei einer Fläche von 141 Quadratkilometern.

## Verkehr
Seit Ende 2006 ist Tustna über drei Brücken über die Sunde Sålåsundet, Imarsundet und Litjsundet mit Aure verbunden. Gebaut wurde der 185 Millionen NOK teure Straßenabschnitt des Rv 680 von der Bilfinger Berger AG. Die „Imarsundbrücke“ ist eine 550 m lange Stahlverbundbrücke. Drei der vier Pfeiler im Wasser wurden auf Stahlrammpfählen in einer Wassertiefe von bis zu 40 m gegründet. Die „Litjsundbrücke“ ist eine 300 m lange Spannbetonbrücke mit einer Hauptspannweite von 160 m. Sie wurde im Freivorbauverfahren hergestellt.
Zusätzlich zur Festlandverbindung bestehen zwei Fährverbindungen nach Tustna. Im Süden verbindet eine Fähre Tømmervåg mit Seivika in der Gemeinde Kristiansund. Im Norden besteht eine Fährverbindung nach Edøy in der Nachbargemeinde Smøla.

## Sehenswürdigkeiten
Das Kråksundet Sjøbruksmuseum ist ein Bootshaus- und Fischereigerätemuseum. Es befindet sich in Kråksundet bei Tømmervåg. In den alten Fischerhäusern, die um 1900 erbaut worden, sind circa 450 Gegenstände des Fischfangs sowie Boote wie die Nordmørsgeita, die „Nordmørs-Ziege“, ausgestellt.